# Via Romei
Via Romei, o in modo più completo Via dè Romei, si trova nella parte medievale di Ferrara, nata prima dell'Addizione Erculea. Inizia da corso della Giovecca e finisce in via Contrari, da dove comincia, sul suo lato meridionale, via Vignatagliata, ai limiti dell'antico ghetto della città.

## Origini del nome

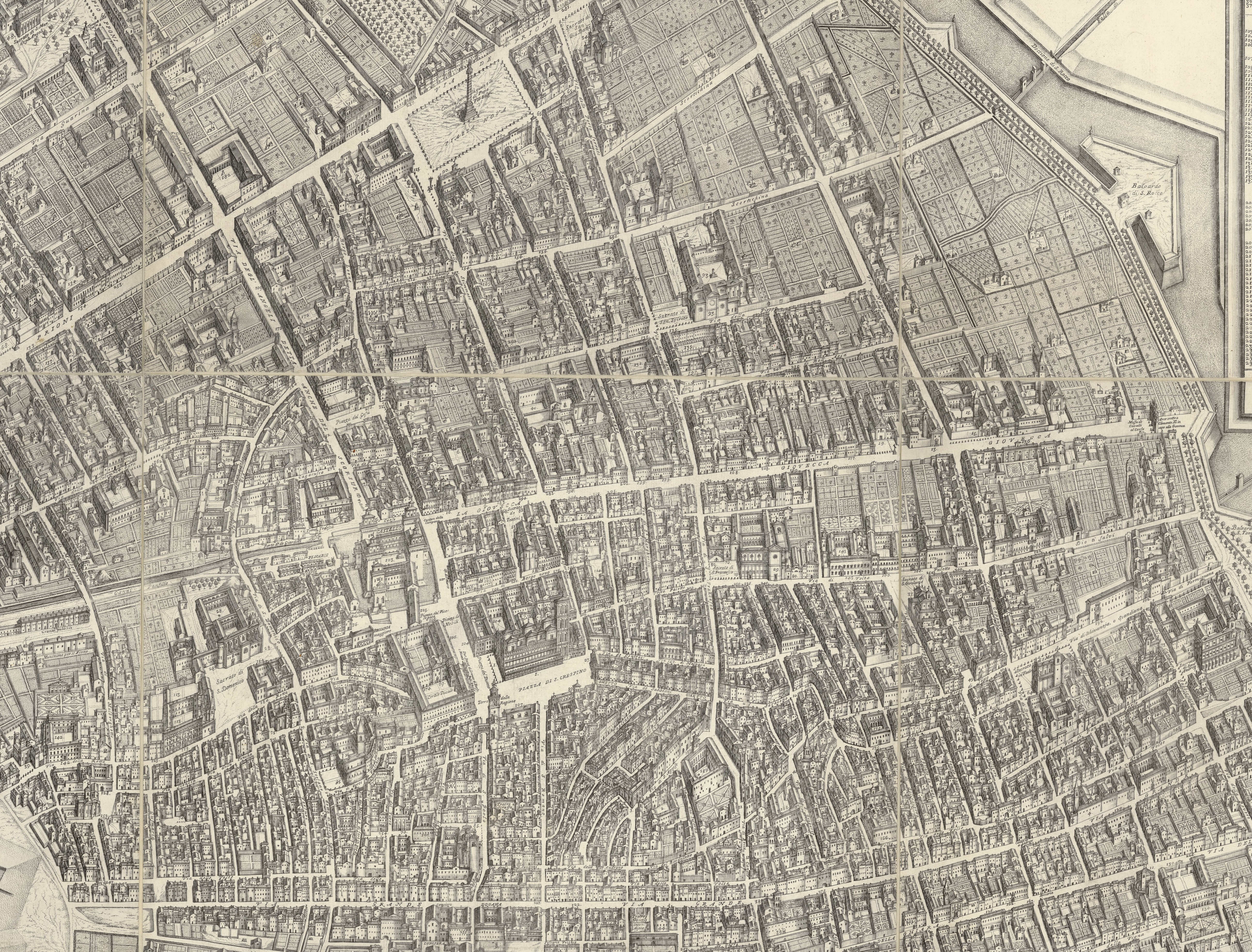
Pianta ed alzato della città di Ferrara di Andrea Bolzoni con l'area cittadina dove si trova via Romei con la denominazione in uso al suo tempo: Via di Santa Margherita

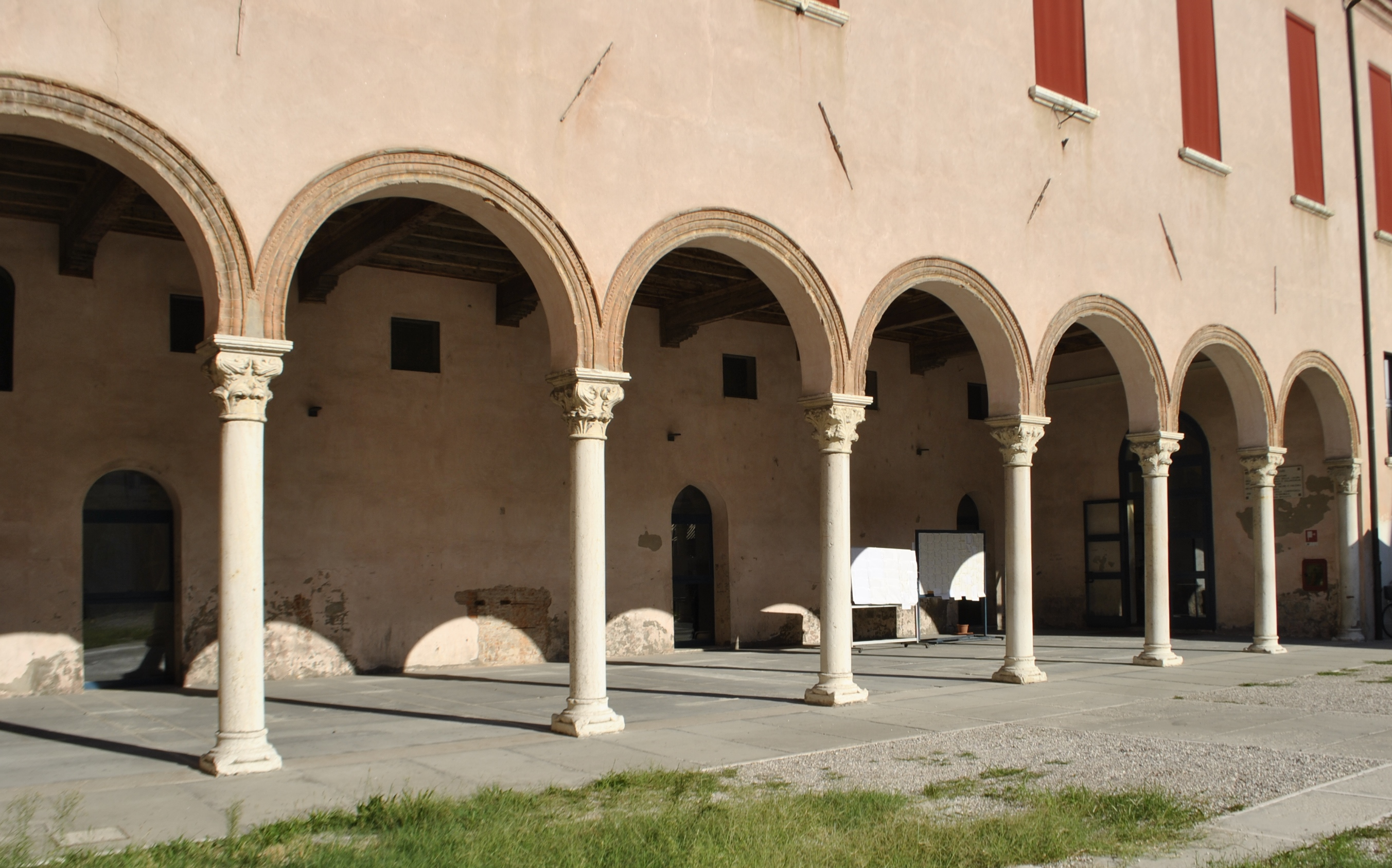
Loggiato di Palazzo Pendaglia

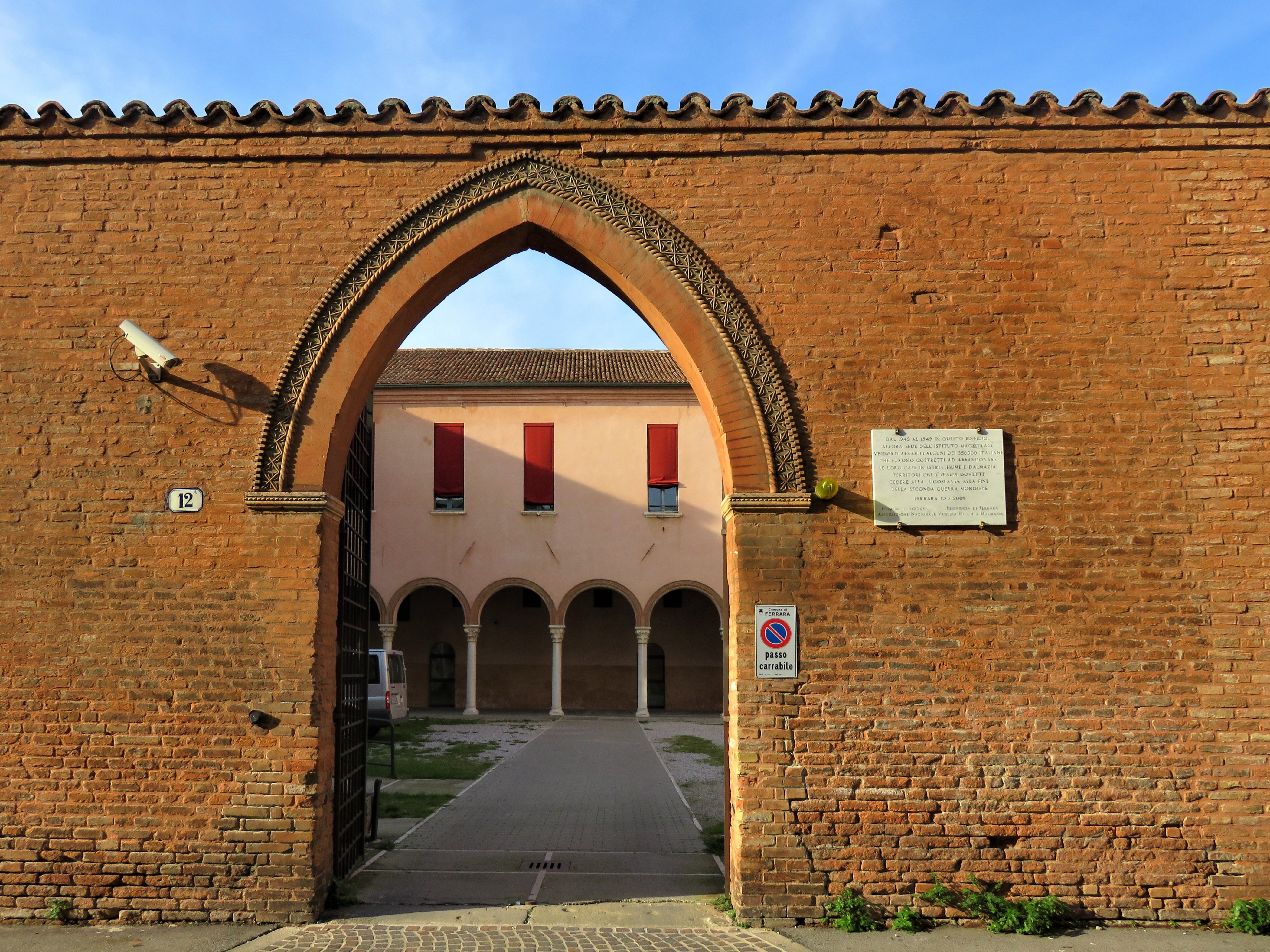
Ingresso del convento della ex chiesa di Santa Margherita

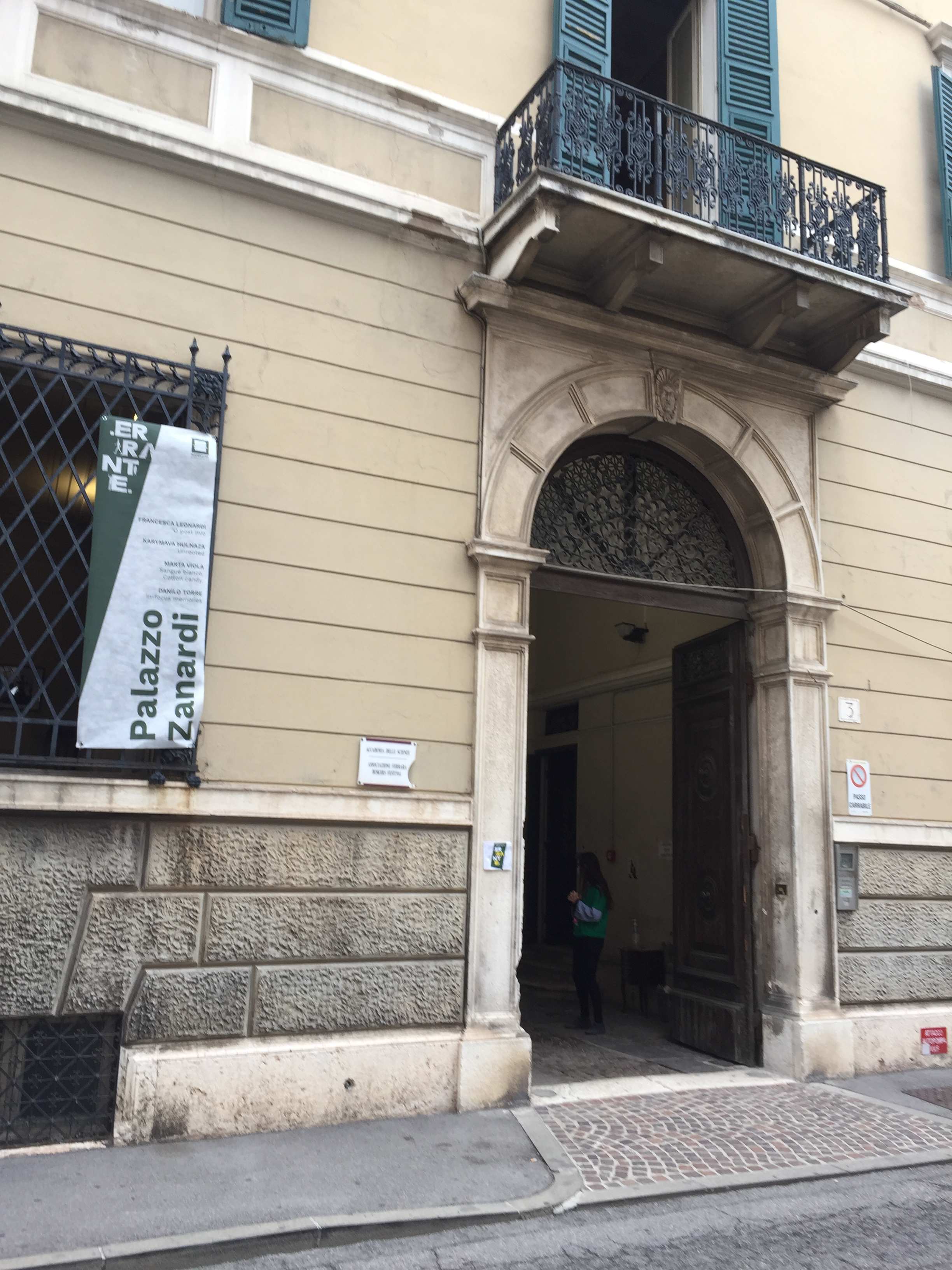
Palazzo Zanardi

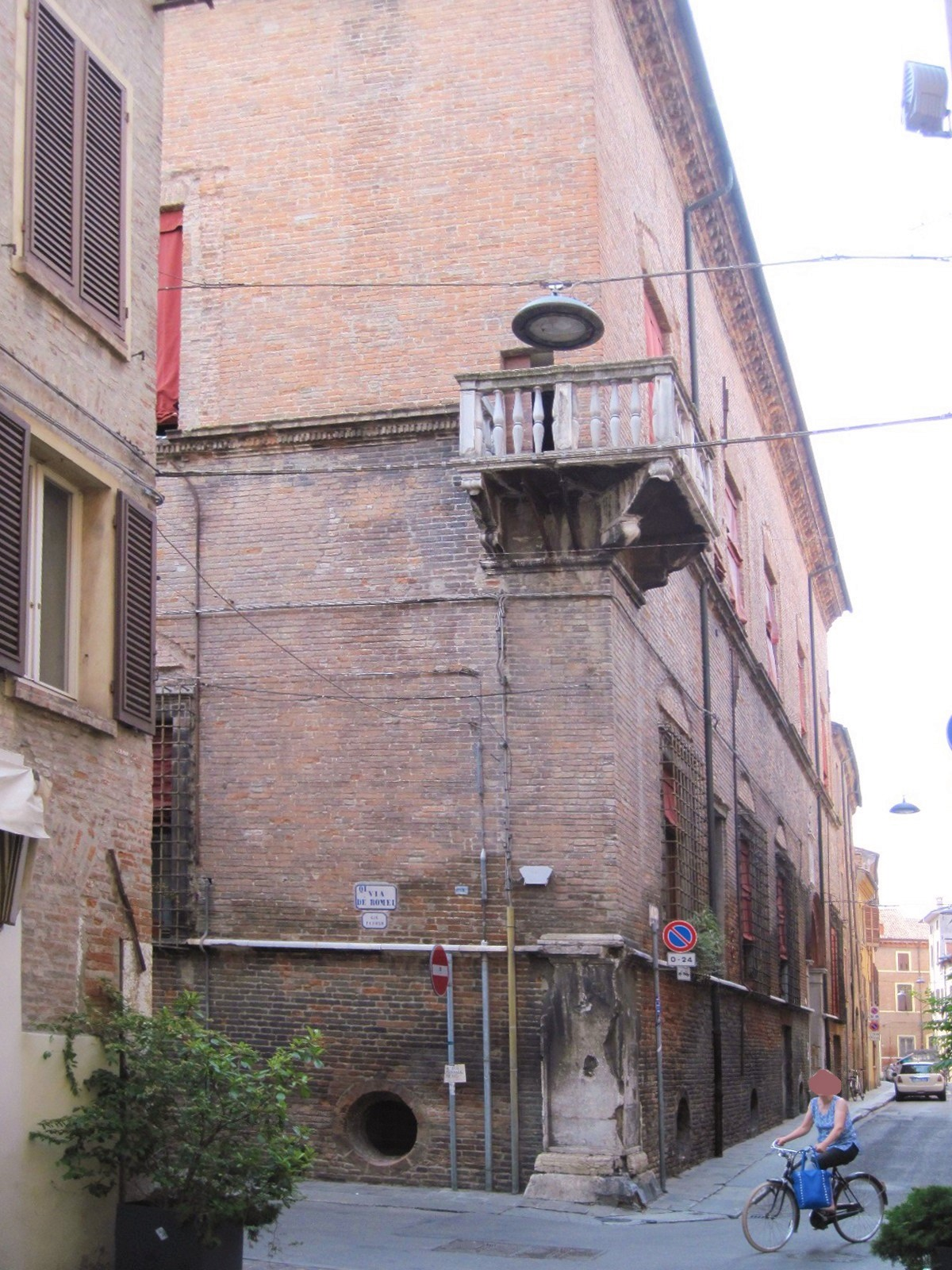
Palazzo Montecatini

Fu Via di Santa Margherita, come documentato anche dalle mappe di Andrea Bolzoni della seconda metà del XVIII secolo. A lungo in precedenza era stata chiamata Strada del Fasolo o Strada dei fasoli perché nel periodo della quaresima vi avveniva la distribuzione ai poveri di piatti di fagioli preparati nella non lontana via Gorgadello nei pressi di una farmacia, detta dell'Unicorno o del Corno. Tale distribuzione che veniva annunciata da una campana del duomo chiamata Fasolara. Nella via erano presenti al tempo depositi di granaglie a anche di fagioli. Così un altro nome fu quello di Via dei Carri, per il gran passaggio di carri per il trasporto di queste granaglie. Il nome recente di Via Romei viene dalla casata dei conti Romei che si trasferirono nel palazzo all'angolo con corso della Giovecca dopo aver ceduto la loro precedente dimora in via Savonarola alle benedettine.

## Storia
La via, vicina al centro storico, fu a lungo un'area di deposito e di passaggio. Molti degli edifici che vi si affacciano sono legati alle iniziali funzioni di luoghi religiosi o di abitazioni signorili e la sua esistenza viene documentata almeno dal XV secolo.

## Luoghi d'interesse
- Palazzo Romei Agnoletti. Palazzo restaurato nel XIX secolo dopo essere stato residenza degli eredi dei conti Romei che vi abitarono nel 1597. La facciata al numero 110 ci corso della Giovecca è la sede dell'Arma dei Carabinieri mentre negli anni trenta del XX secolo è stata una sede del Fascio ed è stato oggetto di restauro nel 2004.[1][3][4]
- Palazzo Pendaglia. L'edificio fu edificato nel XVI secolo da Bartolomeo Pendaglia, facoltoso imprenditore ferrarese del periodo, legato al casato Este. In seguito il palazzo fu acquistato dal Comune e utilizzato come rifugio per donne bisognose e in età napoleonica divenne caserma. Dal 1913 fu sede sede di un istituto scolastico. Dal cortile si accede all'ingresso su via Romei, e ai lati del portale è visibile la targa che ricorda come qui vennero accolti, a Ferrara, gli esuli giuliano dalmati, in epoca immediatamente successiva alla fine della seconda guerra mondiale, costretti ad abbandonare le terre dell'Istria e della Dalmazia.[5]
- Chiesa di Santa Margherita. Il luogo di culto venne edificato nel 1604, su progetto di Giovan Battista Aleotti, nella parte posteriore di palazzo Pendaglia. Fu la chiesa del conservatorio delle zitelle, che era stato voluto dalla duchessa Margherita Gonzaga, consorte di Alfonso II d'Este. Fu anche utilizzato come convento. Con le soppressioni napoleoniche la chiesa venne chiusa e sconsacrata. Per un certo periodo fu deposito per le macchine dei pompieri cittadini quando, il 3 aprile 1846, venne istituito il Corpo municipale dei Pompieri.[6] La torre campanaria venne demolita nel 1913. La facciata della chiesa venne mantenuta ma l'interno venne ristrutturato per essere utilizzato dalla Regia Scuola Normale "Giosuè Carducci". Sia la chiesa sia il conservatorio annesso furono in seguito utilizzati dal nuovo istituto professionale alberghiero Orio Vergani.[1]
- Palazzo Zanardi. Il palazzo risale all'inizio del XVI secolo e fu residenza di numerose personalità come il marchese Filippo I d'Este, il cardinale Alessandro Aldobrandini, i marchesi Tavaglia, i conti Massari e Masi. La facciata è in laterizio a vista. Il portale è stato rifatto nel XIX secolo. Ha un ampio atrio con un portico, con soffitto a cassettoni in legno. Il giardino è circondato da un loggiato ad arcate con capitelli in marmo.[7]
- Palazzo Montecatini. Venne edificato all'incrocio tra via Romei e via Contrari nel 1574 da Gianfrancesco Calcagni, avvocato originario di Correggio, che si era trasferito in città. Entrò poi tra le proprietà della famiglia Montecatini. Antonio Montecatini fu segretario e consigliere di Alfonso II d'Este e visse nel palazzo.[8] In tempi successivi divenne proprietà delle famiglie Nagliati e Lovetti. Rimase poi a lungo semiabbandonato, venne utilizzato come stalla e il grande cortile del palazzo fu utilizzato per un piccolo teatro in legno che divenne abbastanza noto per le sue rappresentazioni dialettali e con marionette. Sino a quando a Ferrara fu attivo il ghetto cittadino una delle sue porte, che veniva chiusa nelle ore notturne, si trovava esattamente all'angolo opposto dell'incrocio, da dove inizia via Vignatagliata.